# Антропково
Антропково — деревня в Новосокольническом районе Псковской области России. Входит в состав Маевской волости.

## География
Расположена на восточном побережье озера Смертное, в 28 км к западу от города Новосокольники.

## Население
| 2001 | 2002 | 2010 |
| ---- | ---- | ---- |
| 42   | ↗66  | ↘56  |

Численность населения деревни по оценке на начало 2001 года составляла 42 человека.